# Kalamazoo
Kalamazoo är en stad i den amerikanska delstaten Michigan med en yta av 65,2 km² och en folkmängd, som uppgår till 77 145 invånare (2000). Kalamazoo är den största staden i den sydvästra delen av Michigan och dessutom administrativ huvudort i Kalamazoo County. Orten grundades år 1829 och fick stadsrättigheter år 1883. I Kalamazoo finns både Western Michigan University och Kalamazoo College. År 1942 gjorde swinglegenden Glenn Miller succé med låten "I've got a gal in Kalamazoo" i vilken han sjunger om en romans med en flicka i denna stad. Låten blev en av Millers stora hits och gjorde staden Kalamazoo till ett populärt resmål. Än i dag spelar skolorkestern låten "I've got a gal in Kalamazoo" vid alla hemmamatcher i amerikansk fotboll hos Western Michigan University.
I Kalamazoo fanns även fabriken för den legendariska taxin Checker mer känd som Yellow cab.

## Kända personer från Kalamazoo
- John Briley, manusförfattare
- Kip Carpenter, skridskoåkare
- Robert L. Carroll, paleontolog
- Edna Ferber, författare
- Bill Hybels, pastor
- Greg Jennings, utövare av amerikansk fotboll
- McG, regissör
- Terry Rossio, manusförfattare
- Norman Shumway, kardiolog
- Jay Vincent, basketspelare
- Narada Michael Walden, trumslagare